# At the Close of a Century
Albums de Stevie Wonder
Ballad Collection
(1999) The Definitive Collection (en)
(2002)
At the Close of a Century est un box set de Stevie Wonder composé de ses plus grands succès s'étendant de 1962 à 1996.  

## Accueil
Pour John Bush de Allmusic, « En 1996, [...] Song Review atterrit sur les étagères, mais ne prend pas l'étiquette de « compilation », car il ne respecte pas l'ordre chronologique. At the Close of a Century répare cette erreur, avec une remastérisation complète, un son quasi parfait, une couverture quasi complète de sa carrière épique, un design attractif et un livret fourni en notes et illustrations ». 
Pour Rolling Stone, « At the Close of a Century est un superbe coffret, plaçant Wonder dans la continuité de Louis Armstrong et Ray Charles comme l'un des artistes les plus doués et innovants de la musique populaire américaine ».

## Format
Le coffret sort le 23 novembre 1999 chez Motown sous la forme d'un coffret de quatre disques compact.

## Liste des pistes
La compilation est constituée de 70 chansons listées chronologiquement.
| 1.  | Fingertips (Part 1 & 2)                              | Henry Cosby, Clarence Paul                         | Recorded Live: The 12 Year Old Genius, 1963 | 6:55 |
| 2.  | Uptight (Everything's Alright)                       | Stevie Wonder, Sylvia Moy, Cosby                   | Up Tight, 1966                              | 2:53 |
| 3.  | Nothing's Too Good For My Baby                       | Cosby, Moy, William Stevenson                      | Up Tight                                    | 2:38 |
| 4.  | Blowin' in the Wind                                  | Bob Dylan                                          | Up Tight                                    | 3:43 |
| 5.  | A Place in the Sun                                   | Ron Miller, Bryan Wells                            | Down to Earth, 1966                         | 2:45 |
| 6.  | Hey Love                                             | Morris Broadnax, Paul, Wonder                      | Down to Earth                               | 2:45 |
| 7.  | I Was Made to Love Her                               | Wonder, Cosby, Moy, Lula Mae Hardaway              | I Was Made to Love Her, 1967                | 2:37 |
| 8.  | Until You Come Back to Me (That's What I'm Gonna Do) | Broadnax, Paul, Wonder                             | Looking Back, 1977                          | 3:01 |
| 9.  | I'm Wondering                                        | Wonder, Cosby, Moy                                 | (single non issu d'un album)                | 2:55 |
| 10. | Shoo-Be-Doo-Be-Doo-Da-Day                            | Wonder, Moy, Cosby                                 | For Once in My Life, 1968                   | 2:46 |
| 11. | You Met Your Match                                   | Hardaway, Don Hunter, Wonder                       | For Once in My Life                         | 2:38 |
| 12. | For Once in My Life                                  | Miller, Orlando Murden                             | For Once in My Life                         | 2:50 |
| 13. | I Don't Know Why                                     | Hardaway, Hunter, Paul Riser (en), Wonder          | For Once in My Life                         | 2:45 |
| 14. | My Cherie Amour                                      | Cosby, Moy, Wonder                                 | My Cherie Amour, 1969                       | 2:50 |
| 15. | Yester-Me, Yester-You, Yesterday                     | Miller, Wells                                      | My Cherie Amour                             | 3:04 |
| 16. | Never Had a Dream Come True                          | Cosby, Moy, Wonder                                 | Signed, Sealed and Delivered, 1970          | 3:13 |
| 17. | Signed, Sealed, Delivered I'm Yours                  | Lee Garrett (en), Hardaway, Wonder, Syreeta Wright | Signed, Sealed and Delivered                | 2:40 |
| 18. | Heaven Help Us All                                   | Miller                                             | Signed, Sealed and Delivered                | 3:15 |
| 19. | We Can Work It Out                                   | John Lennon, Paul McCartney                        | Signed, Sealed and Delivered                | 3:17 |
| 20. | If You Really Love Me                                | Wonder, S. Wright                                  | Where I'm Coming From, 1971                 | 2:56 |
| 21. | Never Dreamed You'd Leave in Summer                  | Wonder, S. Wright                                  | Where I'm Coming From                       | 2:56 |
| 22. | Superwoman (Where Were You When I Needed You)        | Wonder                                             | Music of My Mind, 1972                      | 8:07 |
| 23. | I Love Every Little Thing About You                  | Wonder                                             | Music of My Mind                            | 3:55 |

| 1.  | Superstition                                       | Wonder                | Talking Book, 1972                 | 4:26 |
| 2.  | You Are the Sunshine of My Life                    | Wonder                | Talking Book                       | 2:55 |
| 3.  | You and I                                          | Wonder                | Talking Book                       | 4:34 |
| 4.  | I Believe (When I Fall in Love It Will Be Forever) | Wonder, Yvonne Wright | Talking Book                       | 4:52 |
| 5.  | Too High                                           | Wonder                | Innervisions, 1973                 | 4:36 |
| 6.  | Visions                                            | Wonder                | Innervisions                       | 5:23 |
| 7.  | Living for the City                                | Wonder                | Innervisions                       | 7:23 |
| 8.  | Golden Lady                                        | Wonder                | Innervisions                       | 4:47 |
| 9.  | Higher Ground                                      | Wonder                | Innervisions                       | 3:42 |
| 10. | All in Love Is Fair                                | Wonder                | Innervisions                       | 3:43 |
| 11. | Don't You Worry 'bout a Thing                      | Wonder                | Innervisions                       | 4:45 |
| 12. | He's Misstra Know-It-All                           | Wonder                | Innervisions                       | 5:36 |
| 13. | You Haven't Done Nothin'                           | Wonder                | Fulfillingness' First Finale, 1974 | 3:29 |
| 14. | Heaven Is 10 Zillion Light Years Away              | Wonder                | Fulfillingness' First Finale       | 5:02 |
| 15. | Too Shy to Say                                     | Wonder                | Fulfillingness' First Finale       | 3:29 |
| 16. | Boogie On Reggae Woman                             | Wonder                | Fulfillingness' First Finale       | 4:55 |
| 17. | Creepin'                                           | Wonder                | Fulfillingness' First Finale       | 4:20 |

| 1.  | Sir Duke                                   | Wonder                 | Songs in the Key of Life, 1976                  | 3:51 |
| 2.  | I Wish                                     | Wonder                 | Songs in the Key of Life                        | 4:12 |
| 3.  | Knocks Me Off My Feet                      | Wonder                 | Songs in the Key of Life                        | 3:36 |
| 4.  | Pastime Paradise                           | Wonder                 | Songs in the Key of Life                        | 3:27 |
| 5.  | Isn't She Lovely?                          | Wonder                 | Songs in the Key of Life                        | 6:36 |
| 6.  | Ngiculela ~ Es Una Historia ~ I Am Singing | Wonder                 | Songs in the Key of Life                        | 3:48 |
| 7.  | If It's Magic                              | Wonder                 | Songs in the Key of Life                        | 3:12 |
| 8.  | As                                         | Wonder                 | Songs in the Key of Life                        | 7:09 |
| 9.  | Another Star                               | Wonder                 | Songs in the Key of Life                        | 8:22 |
| 10. | Send One Your Love                         | Wonder                 | Journey Through the Secret Life of Plants, 1979 | 4:01 |
| 11. | All I Do                                   | Wonder, Paul, Broadnax | Hotter than July, 1980                          | 5:16 |
| 12. | Rocket Love                                | Wonder                 | Hotter than July                                | 4:39 |
| 13. | I Ain't Gonna Stand for It                 | Wonder                 | Hotter than July                                | 4:39 |
| 14. | Master Blaster (Jammin')                   | Wonder                 | Hotter than July                                | 5:11 |
| 15. | Lately                                     | Wonder                 | Hotter than July                                | 4:05 |
| 16. | Happy Birthday                             | Wonder                 | Hotter than July                                | 5:58 |

| 1.  | That Girl                                         | Wonder                  | Stevie Wonder's Original Musiquarium I, 1982 | 5:13  |
| 2.  | Ribbon in the Sky                                 | Wonder                  | Stevie Wonder's Original Musiquarium I       | 5:40  |
| 3.  | Do I Do                                           | Wonder                  | Stevie Wonder's Original Musiquarium I       | 10:30 |
| 4.  | Love Light in Flight                              | Wonder                  | The Woman in Red, 1984                       | 6:54  |
| 5.  | I Just Called to Say I Love You (Single version)  | Wonder                  | The Woman in Red                             | 4:22  |
| 6.  | Overjoyed                                         | Wonder                  | In Square Circle, 1985                       | 3:42  |
| 7.  | Part-Time Lover                                   | Wonder                  | In Square Circle                             | 4:12  |
| 8.  | Go Home                                           | Wonder                  | In Square Circle                             | 5:19  |
| 9.  | You Will Know                                     | Wonder                  | Characters, 1987                             | 5:02  |
| 10. | Skeletons                                         | Wonder                  | Characters                                   | 5:24  |
| 11. | Gotta Have You                                    | Wonder                  | Jungle Fever, 1991                           | 6:26  |
| 12. | These Three Words                                 | Wonder                  | Jungle Fever                                 | 4:54  |
| 13. | For Your Love                                     | Wonder                  | Conversation Peace, 1995                     | 5:01  |
| 14. | How Come, How Long (Babyface feat. Stevie Wonder) | Wonder, Kenneth Edmonds | The Day (en), 1996                           | 5:15  |

## Classement
At the Close of a Century atteint la 100e position du Billboard Top R&B/Hip-Hop Albums en 2000.